# Fernand Traen
 (mai 2017).
Si vous disposez d'ouvrages ou d'articles de référence ou si vous connaissez des sites web de qualité traitant du thème abordé ici, merci de compléter l'article en donnant les références utiles à sa vérifiabilité et en les liant à la section « Notes et références ».
Fernand, Marie, Theophile, Valerie, chevalier Traen, né le 2 novembre 1930 à Bruges et mort le 22 juin 2016, est un homme politique et gestionnaire public belge flamand. Il est membre du CD&V.

## Biographie
Il est docteur en droit, diplômé de l'enseignement supérieur de la Faculté de Droit de Paris et avocat.
Il est conseiller communal et ancien premier échevin de Bruges (1959-2001). Il est président-administrateur délégué de la Maatschappij der Brugse Zeevaartinrichtingen (port de Zeebruges). 

## Distinctions
- Prix Galbertus de la ville de Bruges
- Il fut élevé au rang de chevalier par le roi Albert II de Belgique en  1994.